# Eudorylas excisus
Eudorylas excisus är en tvåvingeart som först beskrevs av Hardy 1949.  Eudorylas excisus ingår i släktet Eudorylas och familjen ögonflugor. Inga underarter finns listade i Catalogue of Life.